# Argas japonicus
Argas japonicus är en fästingart som beskrevs av Yamaguti, Clifford och Bob L. Tipton 1968. Argas japonicus ingår i släktet Argas och familjen mjuka fästingar. Inga underarter finns listade i Catalogue of Life.